# Ilvates
Les Ilvates ou Eleates, sont une tribu ligurienne mentionnée par Tite-Live. 

## Histoire
Les Ilvates ne se trouvent que dans les écrits de Tite-Live. Il les mentionne d'abord comme prenant les armes en 200 avant notre ère, de concert avec les tribus gauloises des Insubres et des Cénomans, pour détruire les colonies romaines de Placentia (Plaisance moderne) et Crémone. Ils sont de nouveau remarqués trois ans plus tard comme étant toujours en armes, après la soumission de leurs alliés transpadanes ; mais au cours de la campagne de cette année-là (197 avant notre ère), ils ont été réduits par le consul Quintus Minucius Rufus, et leur nom n'apparaît plus dans l'histoire. (Liv. xxx. 10, xxxi. 29, 30.) 
D'après les circonstances, ils habitaient sur le versant nord des Apennins, vers les plaines du Padus (Pô moderne), et apparemment pas très loin de Clastidium (Casteggio moderne) ; mais on ne peut déterminer avec certitude ni la position ni l'étendue de leur territoire. Leur nom, comme ceux de la plupart des tribus liguriennes mentionnées par Tite-Live, avait disparu à l'âge d'Auguste, et ne se retrouve chez aucun des anciens géographes. Charles Athanase Walckenaer, cependant, suppose que les Éléates sur lesquels le consul Marcus Fulvius Nobilior célébrait un triomphe en 159 avant notre ère et qui sont selon toute probabilité le même peuple avec les Veleiates de Pline l'Ancien, sont identiques également aux Ilvates de Tite-Live.